# Лихтблау, Эрнст
Эрнст Лихтблау (нем. Ernst Lichtblau; 24 июня 1883, Вена — 8 января 1963, Вена) — австрийский архитектор и дизайнер.

## Биография
Родился в ассимилированной еврейской семье (отец был управляющим директором фабрики по производству трубок из морской пенки), Лихтблау окончил в 1902 году государственную школу на Шеллинггассе в центре Вены, в которую он позже (1906—1914) вернулся в качестве учителя мебельного дизайна. С 1902 по 1905 год учился в Венской Академии художеств у Отто Вагнера.

### Роль в развитии боснийского стиля в архитектуре
Лихтблау в 1904 году изучал древнюю жилую архитектуру по всей Боснии и Герцеговине, стремясь создать современный стиль, основанный на этих местных формах. Его работа в Боснии — один из примеров контакта школы Вагнера с архитектурой Боснии и Герцеговины.
Его рисунки были опубликованы в 1907 году в журнале Der Architekt. На них изображены группы старых домов под крепостью Яйце. Он был впечатлен каскадом и кубистическими формами крыш, простыми, но мощными формами домов. Благодаря интерпретации содержания в стиле модерн, старая архитектура Боснии проявила свои скрытые и тонкие художественные ценности, достигнув уровня, на котором проявляются точки соприкосновения с современной архитектурой.
В другой группе рисунков Лихтблау стремился создать дома или здания для современных нужд, современных форм и конструкций. Некоторые рисунки показывали попытку создать типичный дом, который принял бы форму старой жилой архитектуры
Проект дома в Боснии был создан ещё в 1904 году, поэтому эту дату можно рассматривать как начало застройки или поиска боснийского стиля. Поскольку в этом проекте архитектора уже присутствуют важные компоненты старой боснийской архитектуры, такие как возвышение дома, зона террасированного доступа, среда, в которой очень много зелени, тщательно культивируется, дом окружен высокой стеной вокруг узкого двора. Сам дом — вилла — показывает, что архитектор уважает одноэтажность старых домов. В доме угловые решетки с лепниной, окна, высокая пирамидальная крыша, белые стены, размер и пропорции, элементы и все целое заимствованы из старых домов и построены по новым стандартам.
Лихтблау идет ещё дальше. Он спроектировал виллу в Вене в полном боснийском стиле, придав этому архитектурному выражению европейскую и универсальную легитимность.
Лихтблау разрабатывает проект Управления государственного лесного хозяйства как современное здание с характеристиками централизованно разработанной планировки боснийского многоквартирного дома.

### Архитектор в Вене
С 1910 по 1939 год Лихтблау работал внештатным архитектором в Вене. С 1910 по 1920 год он также был внештатным сотрудником Венских мастерских, а позже участвовал в обществе Красная весна, возглавляемым социал-демократами, руководил консультацией по жилищным вопросам, занимал должность консультанта по внутренней отделке (BEST), в Карловом саду участвовал в коммунальном жилищном строительстве. Самые известные здания Лихтблау включают так называемый «шоколадный дом» в Вене — Хитцинг, двойной дом в Венском заводском поселении из-за его фасада с темно-коричневой майоликой.

### Эмиграция в США
Лихтблау был вынужден эмигрировать в 1939 году, он прибыл в Соединенные Штаты из Великобритании и стал уважаемым учителем в Школе дизайна Род-Айленда.

### Память
В 1990 году в Донауштадте (22-й район) в Вене в его честь была названа улица Лихтблаустрассе , в Вене Маргаретен (5-й район) находится парк Эрнст-Лихтблау.

## Основные работы

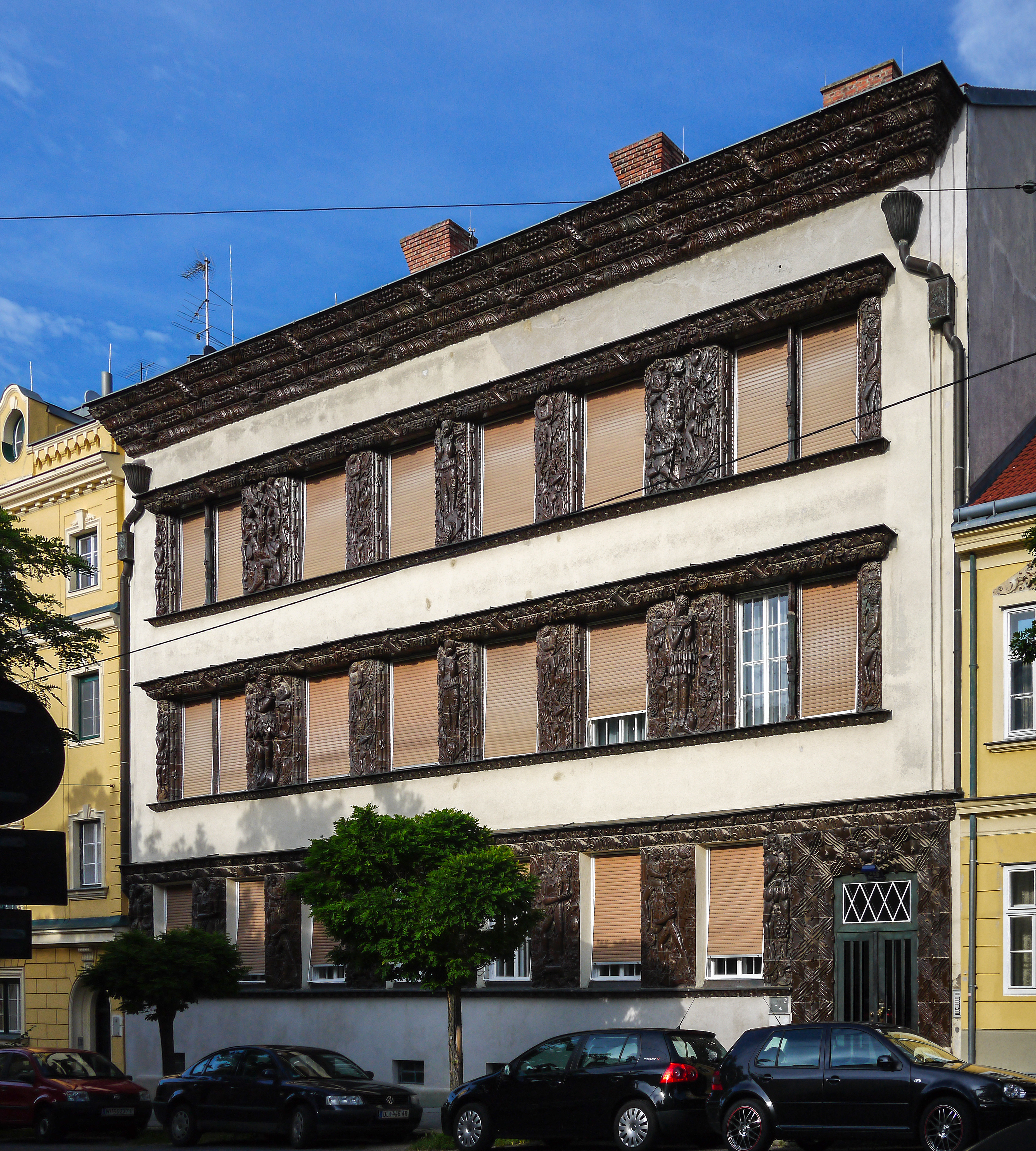
Шоколадный дом
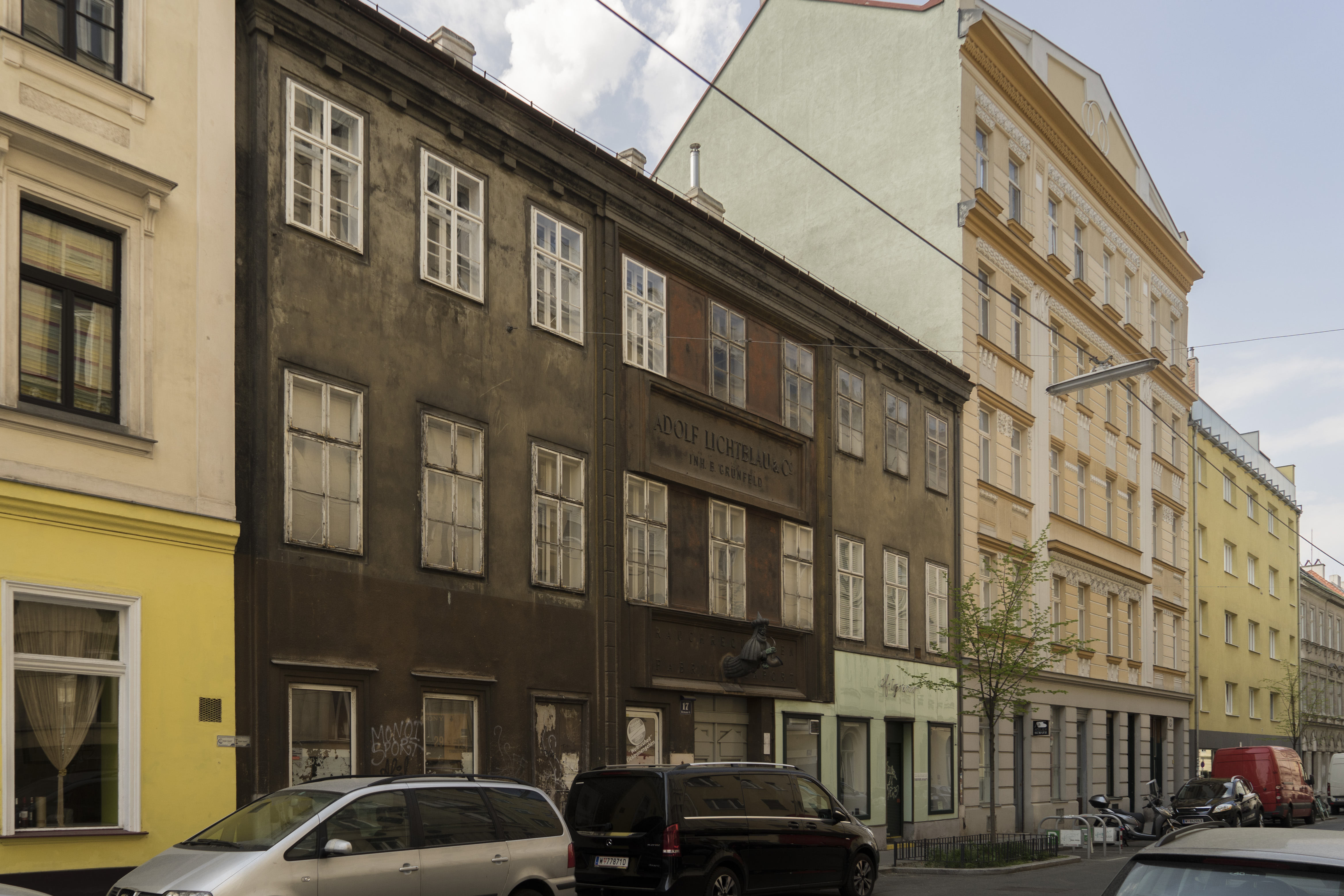
Реконструкция и новый фасад жилого и коммерческого дома "К черному Мору"
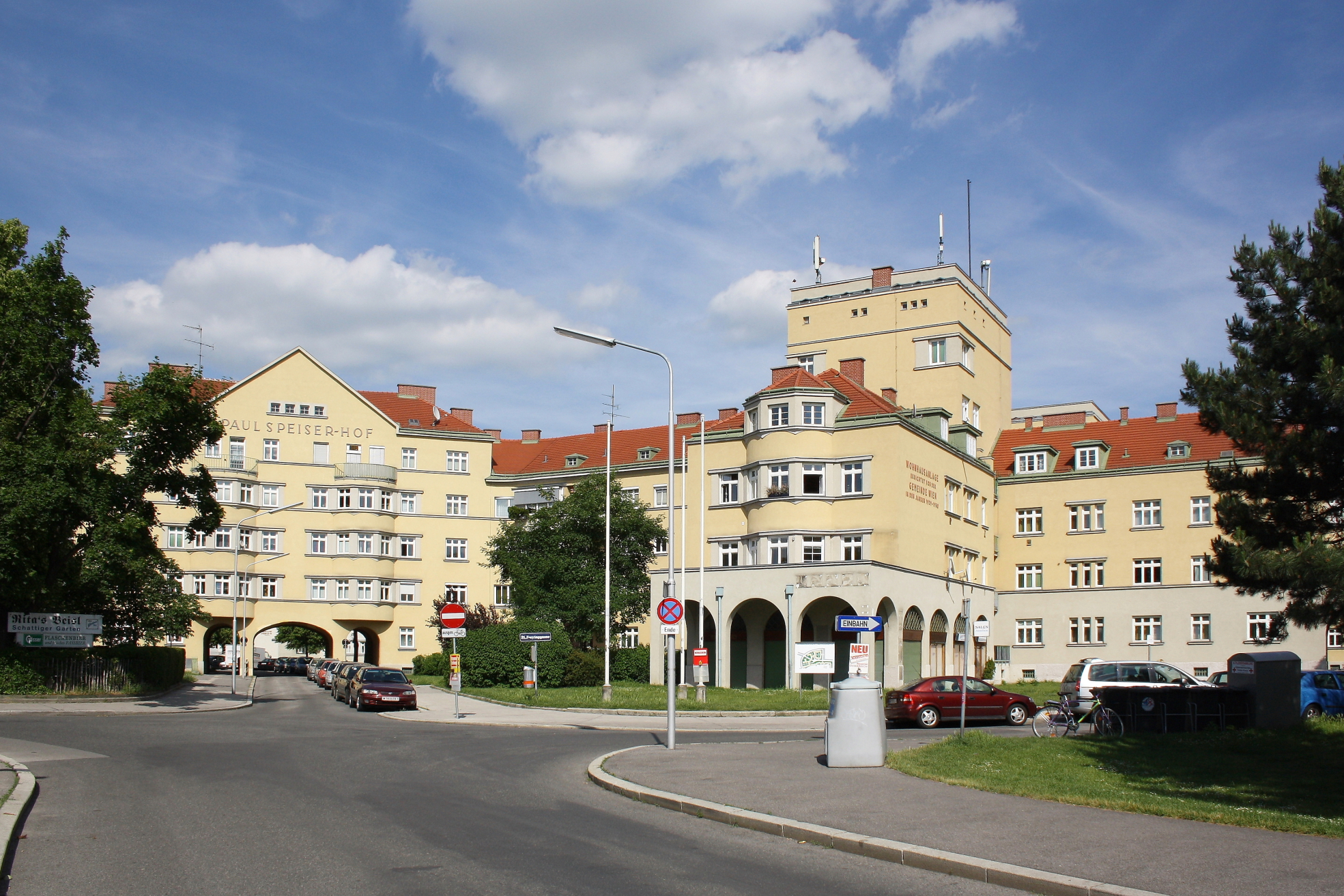
Пауль-Спайзер-Хоф
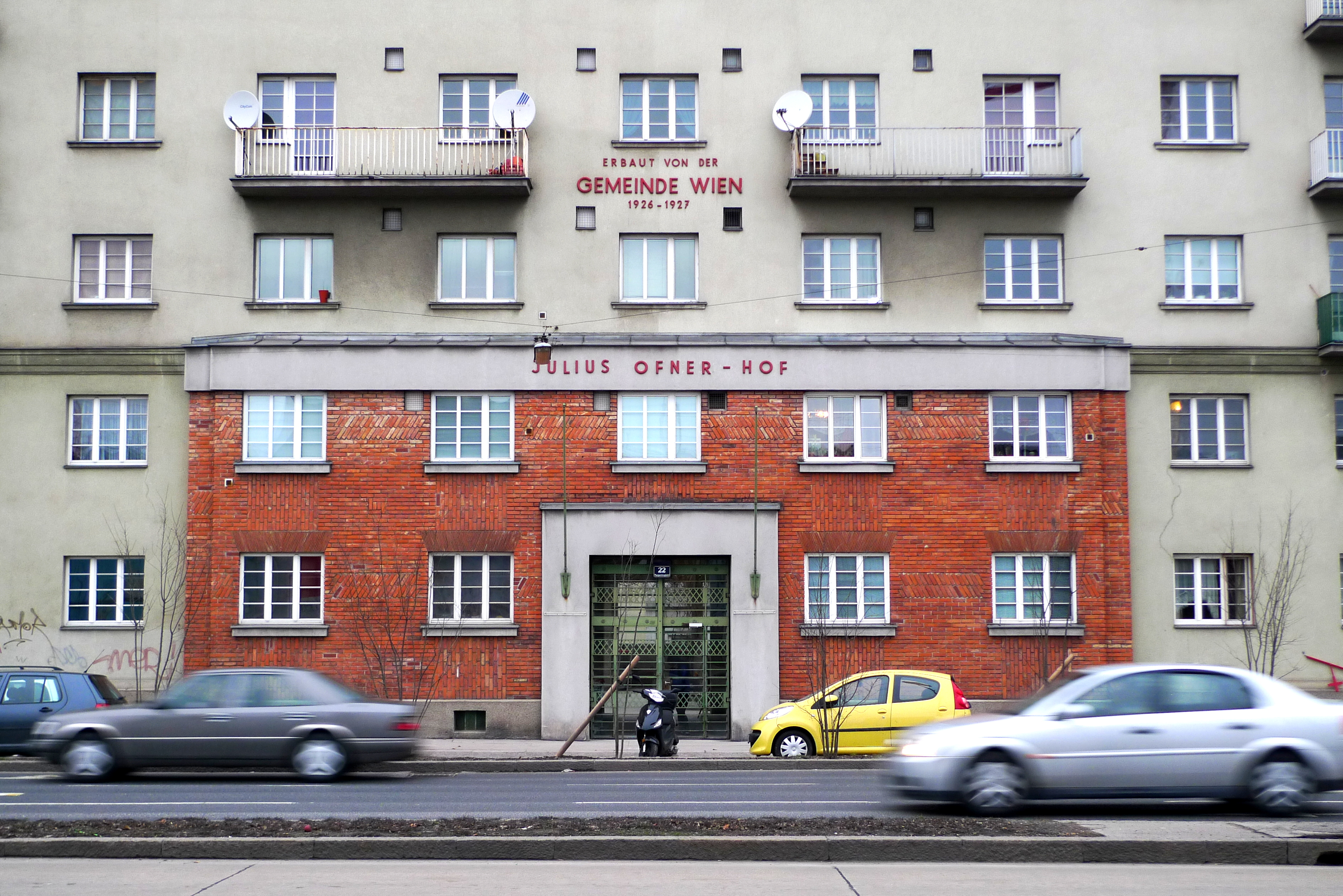
Юлиус-Офнер-Хоф
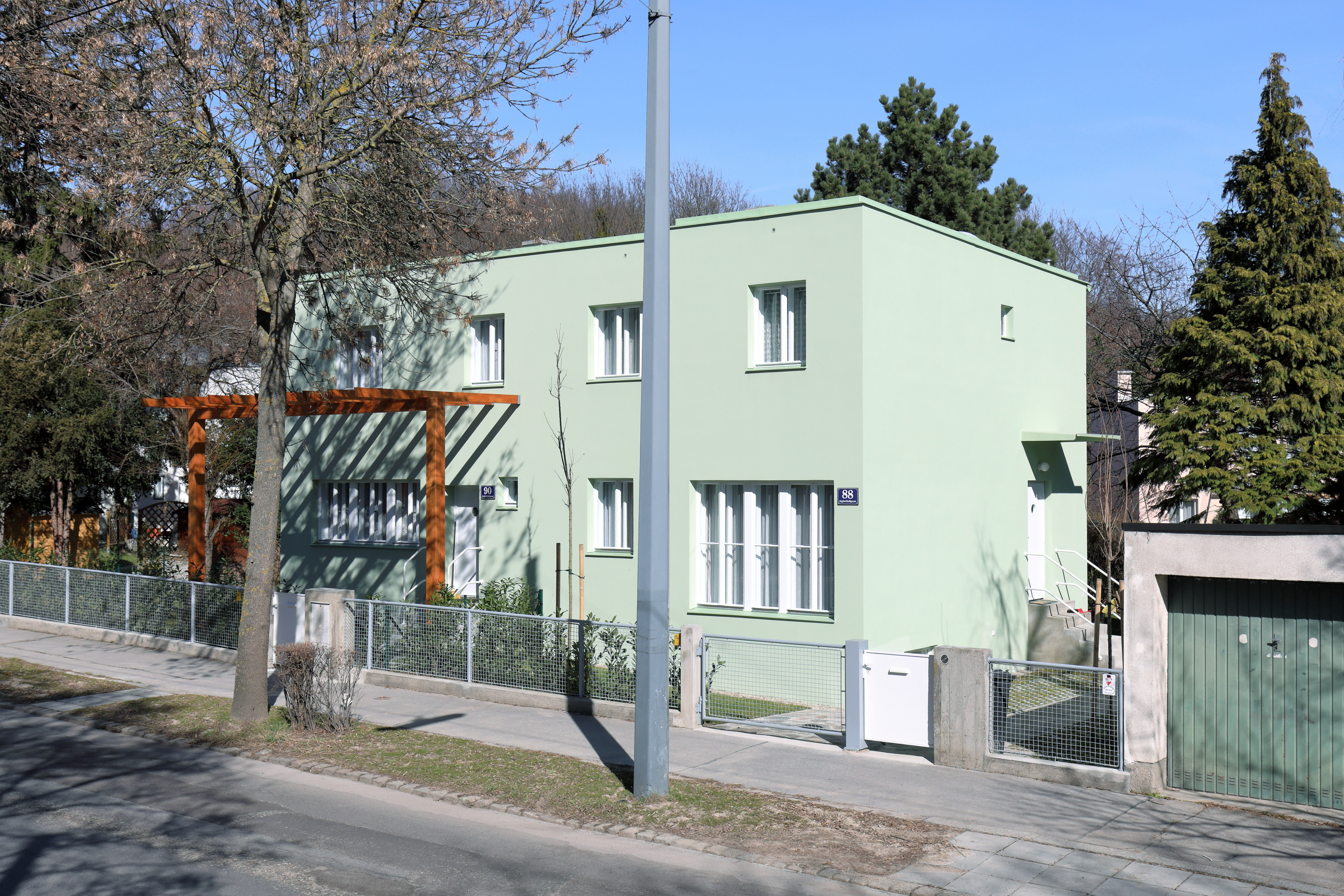
Двухквартирный дом
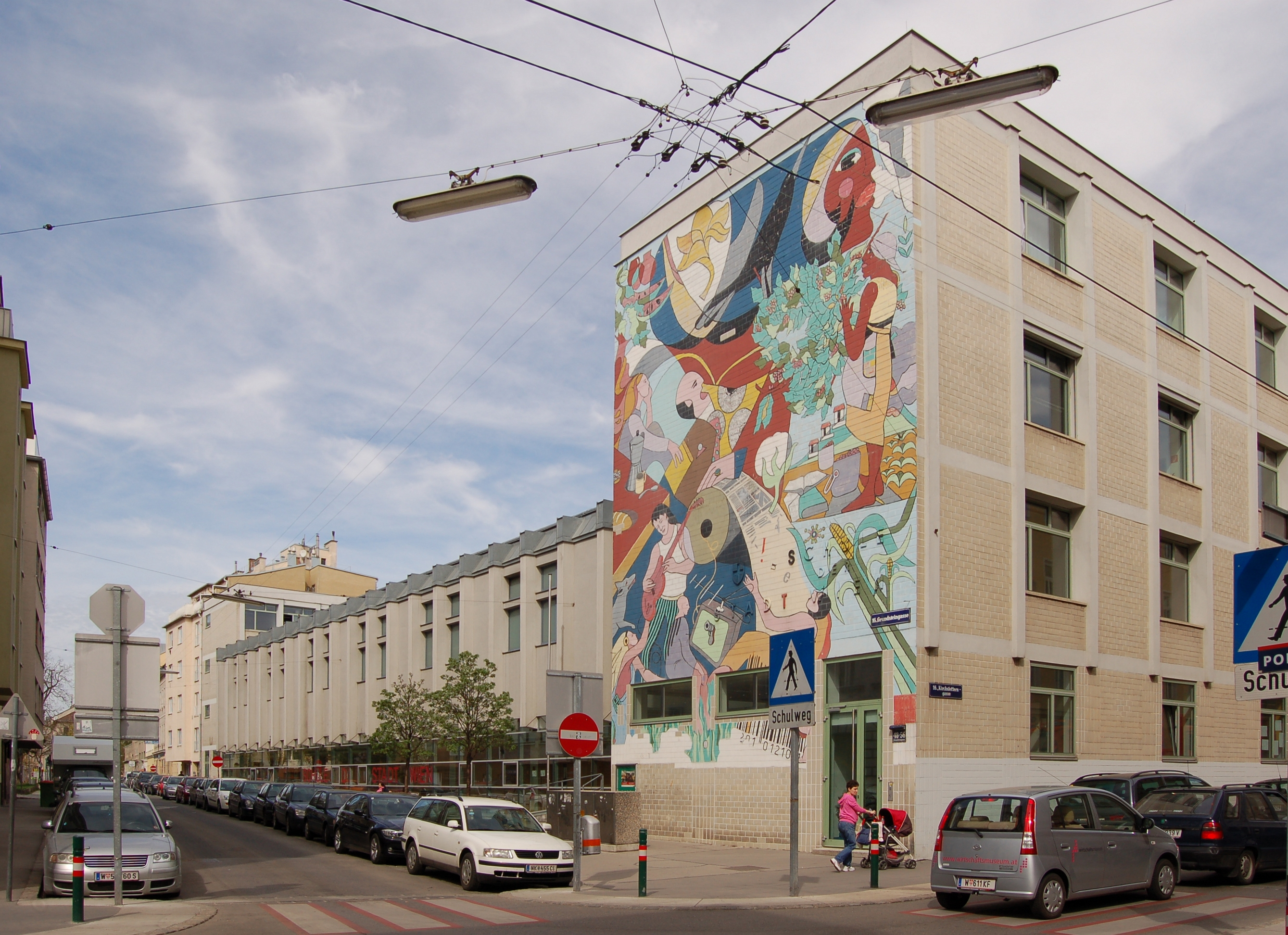
Венская школа